# سیارک ۲۹۳۶
سیارک ۲۹۳۶ (به انگلیسی: 2936 Nechvile، نامگذاری:1979SF) دو هزار و نهصد و سی و ششمین سیارک کشف شده‌است که در ۱۷ سپتامبر ۱۹۷۹ کشف شد.
قدر مطلق سیارک برابر ۱۲٫۴۰ است.